# Aletes
En la mitología griega, Aletes (en griego Ἀλήτης, Alétes) fue un hijo de Egisto que aparecía en la tragedia perdida del Aletes de Sófocles. Fue uno de los reyes de los aqueos, después de un tal Clito, hijo de Témeno, y antes que Tisámeno, el hijo de Orestes. Aunque no se especifica de manera explícita Clitemnestra pudiera ser la madre de Aletes, pues a Egisto no se le asocia otra consorte; al menos en el Aletes parece que sí era la madre.
Higino, en una de sus fábulas, nos habla de Aletes y es como sigue. Un mensajero llegó hacia Electra, hija de Agamenón y de Clitemestra, anunciándole falsamente de que su hermano y Pílades habían sido sacrificados a Artemisa en Táuride. Cuando Aletes, el hijo de Egisto, se enteró de que ninguno de la raza de los Atridas hubo sobrevivido, tomó el poder real en Micenas. Entonces Electra fue a Delfos para preguntar acerca de la muerte violenta de su hermano. Electra llegó el mismo día que se presentaron Ifigenia y Orestes. El mismo mensajero que le había hablado sobre Orestes dijo que Ifigenia era la asesina de su hermano. Cuando Electra escuchó esto, tomó un tizón ardiendo del altar, y en su ignorancia podía haber cegado a su hermana Ifigenia si Orestes no hubiese intervenido. Después de su reconocimiento se marcharon a Micenas, y Orestes mató a Aletes, hijo de Egisto, y también habría matado a Erígone, hija de Clitemestra y de Egisto, de no ser por Artemisa, quien la rescató y la hizo su sacerdotisa en la tierra de Ática. Orestes, más tarde, después de la muerte de Neotólemo, casó con Hermíone, hija de Menelao y de Helena, y Pílades casó con Electra, hija de Agamenón y de Clitemestra.
| Predecesor: Egisto | Reyes de Micenas | Sucesor: Orestes |